# Parafia Matki Bożej Częstochowskiej w Zabieżkach
Parafia MB Częstochowskiej w Zabieżkach – rzymskokatolicka parafia w dekanacie Osieck, diecezji siedleckiej.
Parafia została erygowana w 1995 r. Kościół parafialny, murowany, wybudowany w stylu współczesnym, w latach 1981-1984. 
Parafia posiada księgi metrykalne od 1995 r.
Teren parafii obejmuje tylko miejscowość Zabieżki. 